# Costa da Morte

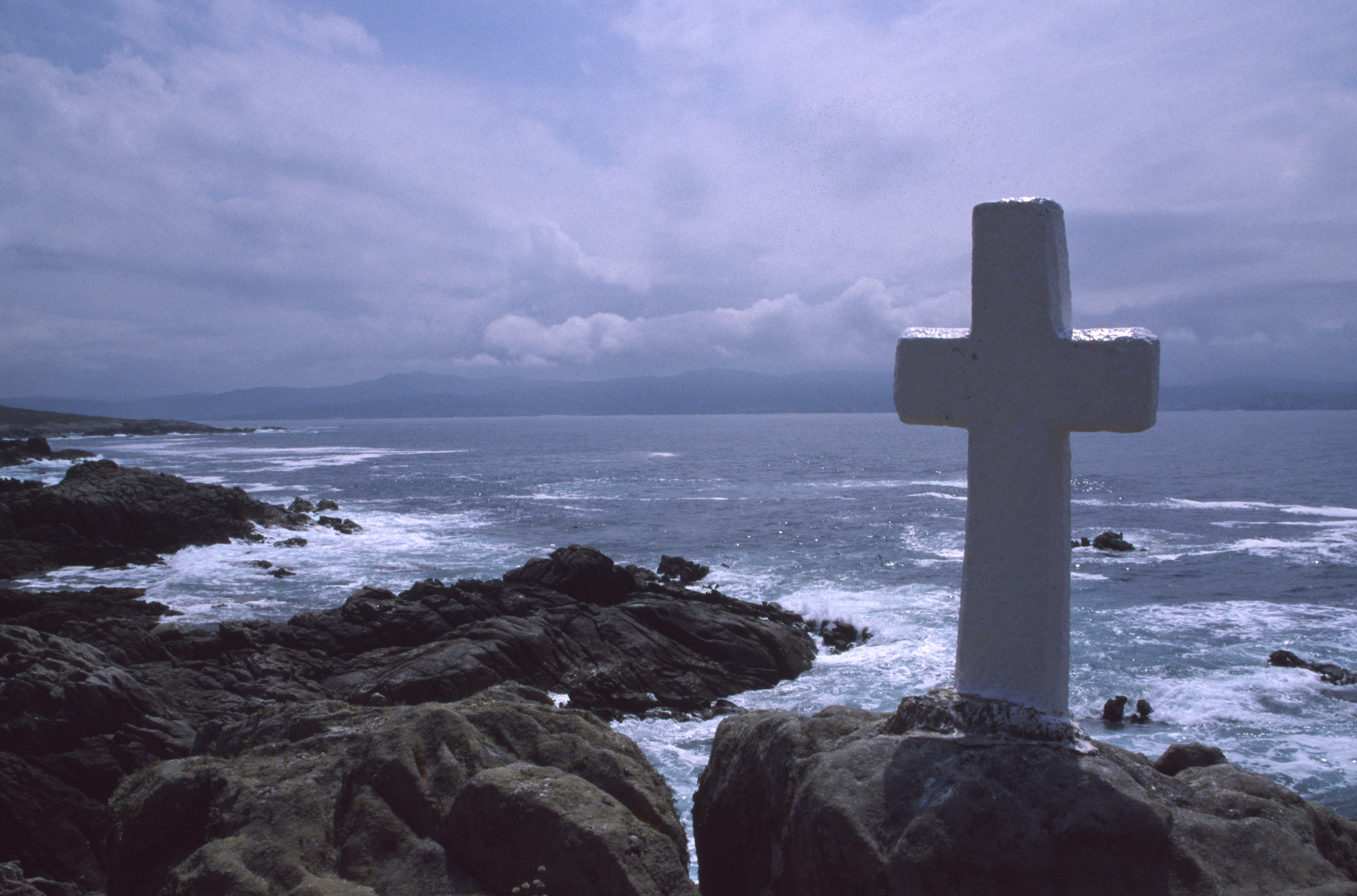
Le croci di Cabo Roncudo

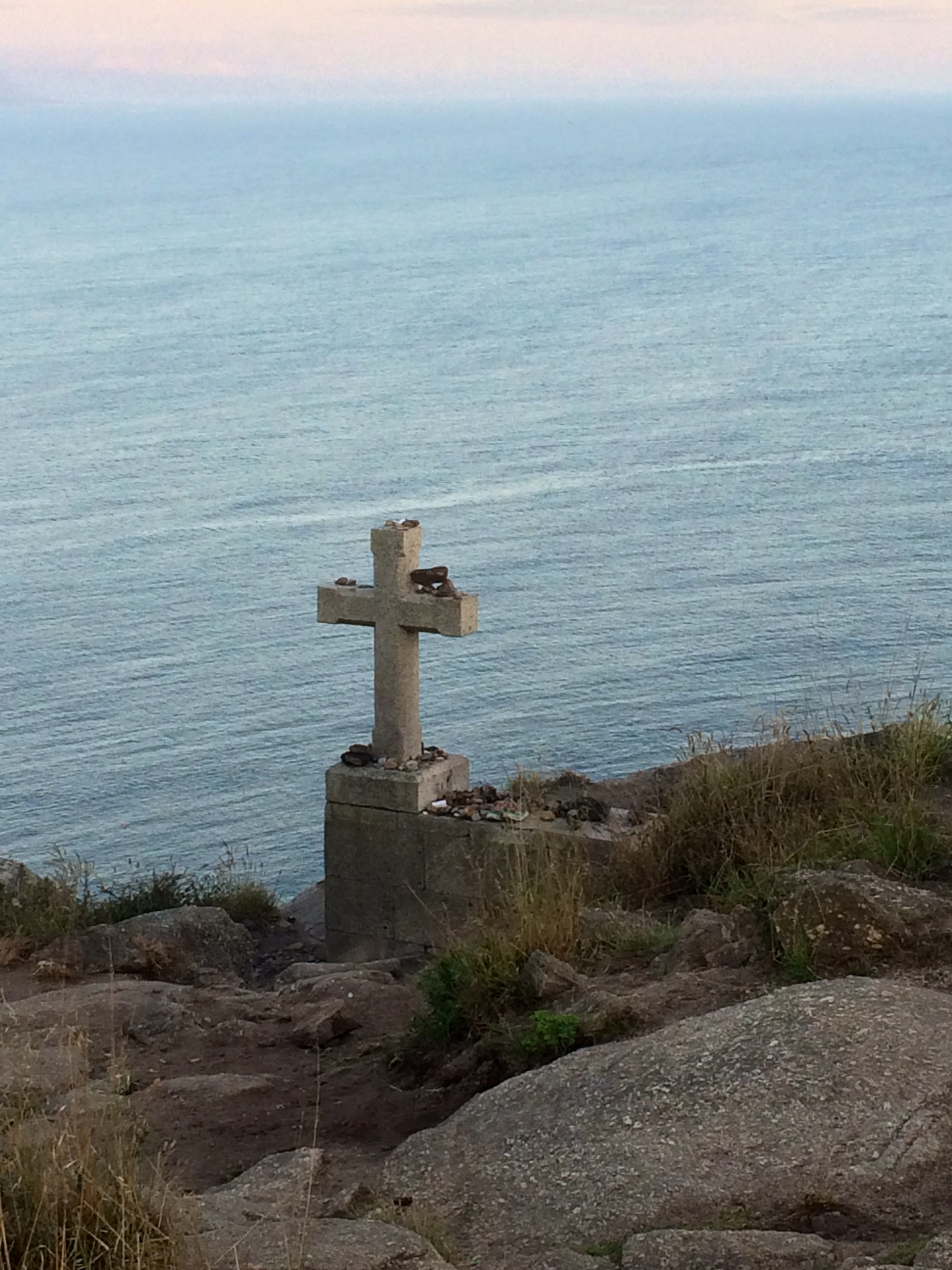
La croce a Capo Finisterre dove i pellegrini del Cammino di Santiago lasciano una pietra come ricordo

La Costa della Morte (Costa de la Muerte in spagnolo) è una zona costiera della Galizia situata nella provincia di La Coruña e compresa tra Malpica e il Capo Finisterre: il cuore della zona è il sito naturale di importanza nazionale di Cabo Vilán a Camariñas. Dalle condizioni spesso difficili del mare e dalla conformazione della costa, formata da numerose scogliere rocciose a picco sull'oceano, deriva il nome che rimanda ad antichi racconti di pescatori e ad immani tragedie del mare. 
La Costa della Morte è stata in passato palcoscenico di molti naufragi avvenuti anche recentemente, come quello della petroliera Prestige. Le autorità della Galizia hanno sempre negato la successiva strage di fauna ed hanno contrastato in passato i volontari di Greenpeace che intendevano pulire le spiagge. Lungo le coste non è difficile scorgere delle croci erette in prossimità del mare in memoria dei dispersi in mare: le più celebri sono quelle di Cabo Roncudo e a Capo Finisterre. 
La costa è anche nota tra i pescatori galiziani, per la grande abbondanza di percebes.